# سیارک ۱۱۶۸
سیارک ۱۱۶۸ (به انگلیسی: 1168 Brandia، نامگذاری:1930QA) هزار و صد و شصت و هشتمین سیارک کشف شده‌است که در ۲۵ اوت ۱۹۳۰ کشف شد.
قدر مطلق سیارک برابر ۱۲٫۵۳ است.